# Темешвари, Миклош
Миклош Темешвари (венг. Miklós Temesvári; 27 июля 1938, Мишкольц, Венгрия) — венгерский футболист и тренер.

## Биография
В качестве футболиста выступал в низших лигах. Став тренером, Темешвари работал с несколькими ведущими венгерскими коллективами, а также с ближневосточными клубами.. Вместе с «Уйпештом» наставник побеждал в Кубке Венгрии. Несколько лет специалист возглавлял сборную Мальдив.

## Достижения
- Обладатель Кубка Венгрии (1): 1981/82, 1982/83.
- Победитель Национального чемпионата II Венгрии (1): 1979/80.